# Koreccy herbu Pogoń Litewska
Koreccy herbu Pogoń Litewska II – wymarły, polski ród książęcy (kniaziowski) pochodzenia wielkolitewskiego. Protoplastą rodu był Aleksander Patrykiejewicz, przodek dynastii Giedyminowiczów, poprzez ród Narymuntowiczów. Gniazdem rodziny był zamek w Korcu na Wołyniu.
Koreccy wygaśli w linii męskiej w 1651 roku wraz ze śmiercią Samuela Karola Koreckiego.

## Etymologia nazwiska
Nazwisko rodu Koreckich ma charakter odmiejscowy i wywodzi się od Korca na Wołyniu.

## Pochodzenie
Koreccy są rodem książęcym (kniaziowskim), o wielkolitewskim pochodzeniu etnicznym. Należeli do gałęzi rodu Narymuntowiczów z dynastii Giedyminowiczów. Niegdyś byli uważani za potomków Olgierda.
Protoplastą Koreckich był książę Aleksander Patrykiejewicz, syn Patrycego Narymuntowicza, a wnuk Narymunta.

## Historia
Książę Aleksander Patrykiejewicz protoplasta Koreckich, początkowo władał Starodubem. Z tytułem księcia starodubskiego występuje w 1388 roku w dokumentach historycznych na dworze polskiego króla Władysława Jagiełły. W 1400 roku przy jeziorze Krudy (między Grodnem i Mereczem), przysiągł być wiernym królowi i Koronie Polskiej. W 1406 roku, podczas trwającej wojny wielkiego księcia litewskiego Witolda z wielkim księciem moskiewskim Wasylem I, książę Aleksander miał dokonać się chęci zdrady, za co Witold go uwięził. Po pewnym czasie odzyskał wolność, jednakże w czasie jego niewoli Starodub został nadany Zygmuntowi Kiejstutowiczowi. W zamian za Starodub, Aleksander otrzymał Korzec, na którym panował aż do śmierci. Ruskie księgi rodosłowne tytułują go księciem koreckim. Pozostawił po sobie dwóch synów.
Pierwszy z nich, książę Semen Korecki, wyemigrował do Wielkiego Księstwa Moskiewskiego. Semen pozostawił po sobie dwóch synów, bezdzietnego Wołocha i Daniła. Danił miał syna Bohdana, ten natomiast Iwana, który umarł młodo. Na Iwanie też kończy się gałąź moskiewska książąt Koreckich.
Drugim synem księcia Aleksandra Patrykiejewicza był Wasil Aleksandrowicz Korecki, od którego rozwinął się wielkolitewski pień książąt Koreckich. W 1443 roku Świdrygiełło rozkazał wszystkim bojarom i ziemianom zlokalizowanym w okolicach Korca służyć księciowi Wasilowi tak, jak służyli ojcu jego, Aleksandrowi.

Ostatnim członkiem rodu był Samuel Karol Korecki, który zmarł 12 lutego 1651 roku, mając niespełna 30 lat, w wyniku choroby, nie pozostawiając po sobie żadnego potomstwa. Wdowa po nim, Zofia Opalińska, zmarła w 1657 roku.

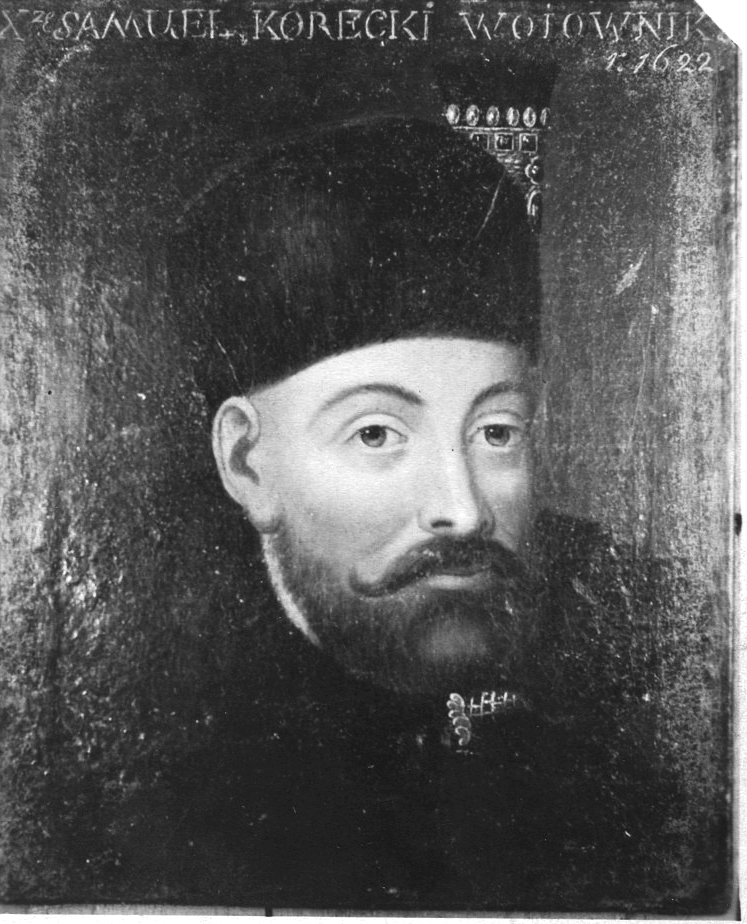
Samuel Korecki (XVII w.)
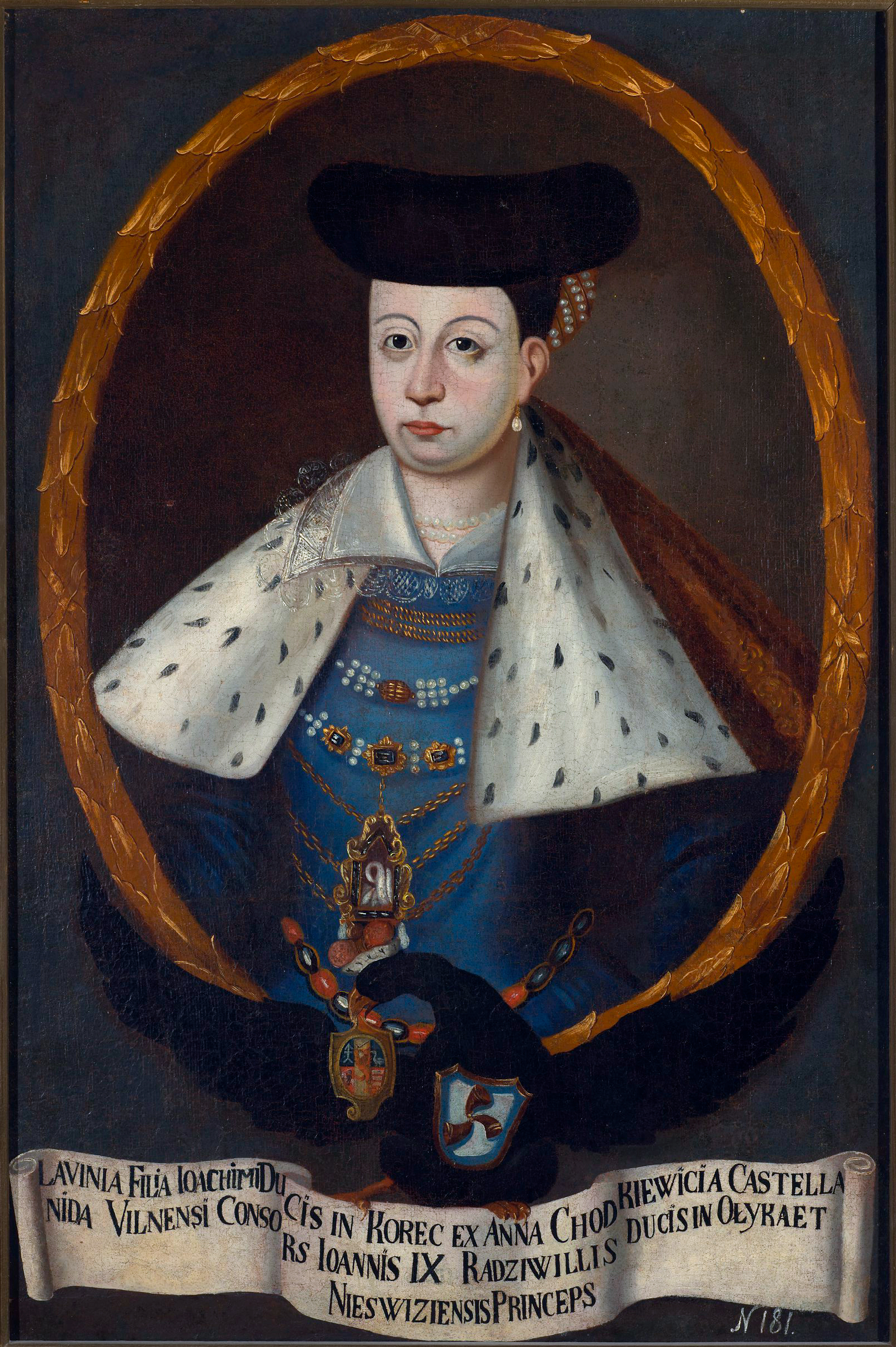
Lawinia Korecka (XVII w.)
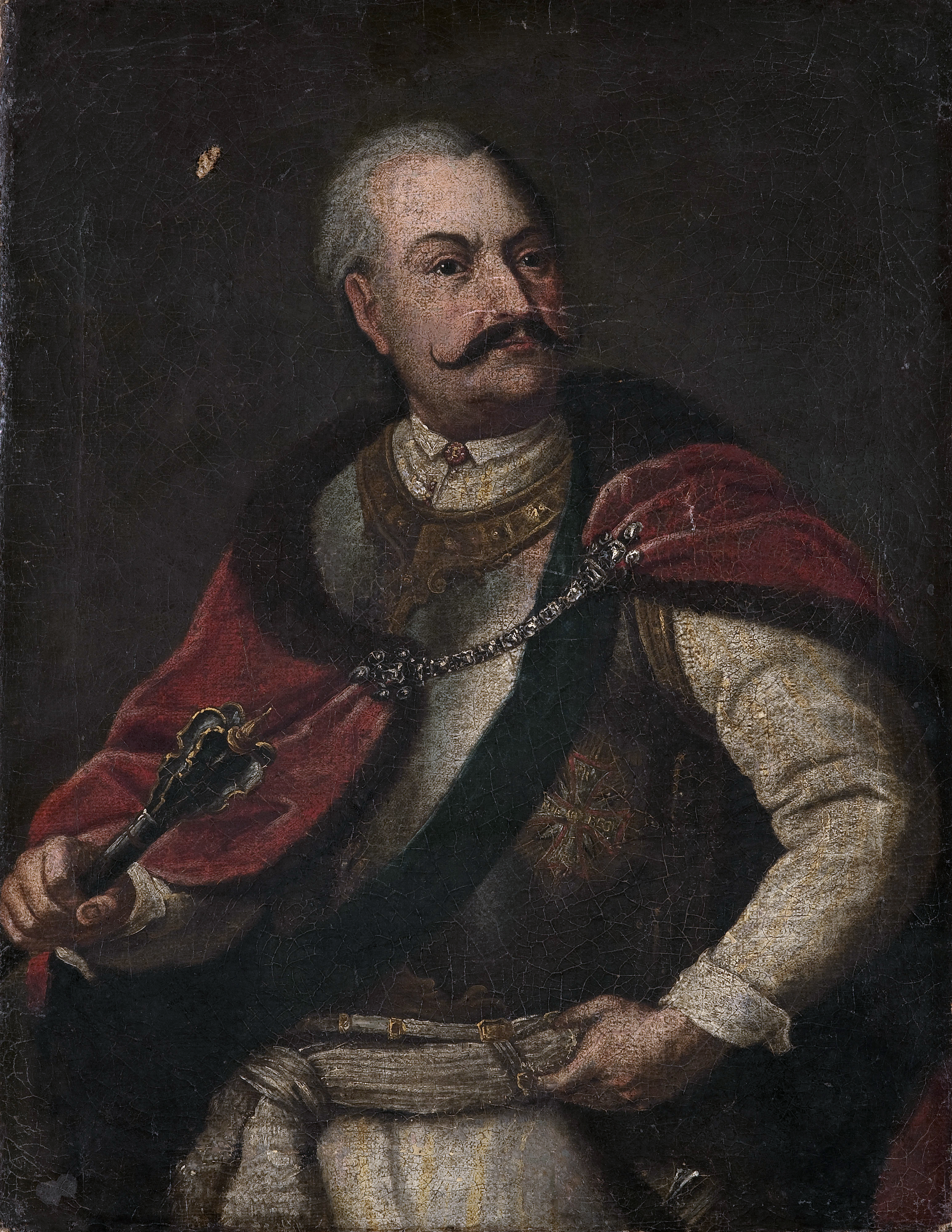
Samuel Karol Korecki (XVII w.)

## Znani przedstawiciele
- ks. Iwan Korecki – dworzanin Zygmunta Starego, w 1511 otrzymał wraz z bratem Fedorem zamek w Targowicy z wsiami Bełymberehem, Babołokami[4] i Rudlewem[5]. Córka Anna była żoną księcia Iwana Massalińskiego.
- ks. Fedor Korecki – dworzanin, starszy brat Iwana, za zasługi wojenne otrzymał majątek ziemski Łuszczany w powiecie kijowskim (1508), z żony księżnej Hanny z Zyzemskich syn Bohusz.
- ks. Bohusz Korecki (1510–1576) – wojewoda wołyński od 1572, starosta łucki od 1560, bracławski i winnicki od 1540, żytomierski od 1539, dowódca obrony potocznej.
- ks. Joachim Korecki – żołnierz, walczył na czele wystawionych własnym kosztem chorągwi z Tatrami i wojnach z Moskwą, żonaty z Anną z Chodkiewiczów siostrą hetmana Jana Chodkiewicza, ojciec Samuela i Karola.
- ks. Samuel Korecki (ur. ok. 1586, zm. 1622) – pułkownik, zagończyk, sławny dowódca wojskowy.
- ks. Karol Korecki (ur. ok. 1588, zm. 1633) – starosta winnicki, kasztelan wołyński.
- ks. Samuel Karol Korecki (1621-1651) – starosta ropczycki, rotmistrz chorągwi husarskiej, ostatni z rodu książąt Koreckich.